# Duvaucelia striata
Duvaucelia striata (Haefelfinger, 1963) è un mollusco nudibranchio della famiglia Tritoniidae.

## Descrizione
Il corpo è di colore bianco traslucido, a tratti opaco, con linee nere longitudinali.

## Biologia
Si nutre di Paralcyonium elegans, Paralcyonium spinulosum, Maasella edwardsi.

## Distribuzione e habitat
La specie è endemica del mar Mediterraneo occidentale. Reperibile frequentemente sotto pietre e massi.